# LD 알라후엘렌세
리가 데포르티보 알라후엘렌세(스페인어: Liga Deportiva Alajuelense)는 코스타리카 알라후엘라를 연고로 하는 프로 축구 팀이며, 보통 라 리가(La Liga)라고 알려져있다.
Once de Abril이라는 옛 축구팀의 7명이 1919년 6월 18일에 창단했고, 현재 코스타리카 프리메라 디비시온에 참가중이며, 알레한드로 모레라 소토 경기장을 홈 경기장으로 삼고 있다. 알라후엘렌세는 코스타리카 축구 역사상 가장 성공적인 팀 중 하나이며, 29번의 프리메라 디비시온을 우승했고, 적어도 10년에 한번씩은 리그 우승을 하는 유일한 축구단이다. 축구단은 CS 에레디아노와 더불어 매번 1부 리그에 참가중이며, 단 한번도 강등된적이 없다.
알라후엘렌세는 세 번의 코파 인테르클루베 UNCAF와 두 번의 CONCACAF 챔피언스리그 우승을 경험했으며, CONCACAF 챔피언스리그 우승은 코스타리카 클럽팀 사상 최초이며, 이를 통해 코스타리카 축구 클럽 사상 최초로 코파 인테라메리카나에 진출했다. 알라후엘렌세는 중앙아메리카 축구팀 중 유일하게 2000년에 코파 메르코노르테, 2006년에 코파 수다메리카나 등 남미 축구 연맹 주관의 대회에 참가하였다.
알라후엘렌세는 중앙아메리카 축구 클럽중 국제축구역사통계연맹이 2000년에 선정한 세계 클럽 랭킹에서 27위로 가장 높은 순위에 올랐었다. 2006년 카파 수다메리카나에 초대받았지만 칠레의 축구팀 콜로-콜로에게 2-11로 대파당했다.

## 역대 성적

### 국내 대회
- 코스타리카 프리메라 디비시온[7]

우승 (29회): 1928, 1939, 1941, 1945, 1949, 1950, 1958, 1959, 1960, 1966, 1970, 1971, 1980, 1983, 1984, 1991, 1992,1995–96, 1996–97, 1999–00,2000–01, 2001–02, 2002–03, 2004–05, 2010-11 인비에르노, 2010-11 베라노, 2011-12 인비에르노, 2012-13 인비에르노, 2013–14 인비에르노.
준우승 (20회): 1930, 1928, 1944, 1952, 1957,1962, 1965, 1967, 1969, 1972, 1985, 1986], 1989, 1993–94, 1994–95, 1997–98, 1998–99, 2006–07, 2007–08 베라노, 2008-09 인비에르노
- 코스타리카 단기 대회

아페르투라 (6): 1997, 1999, 2000, 2002, 2010, 2011.
클라우수라 (8): 2000, 2001, 2002, 2003, 2005, 2008, 2011, 2012, 2013 (Invierno)
- 코파 데 코스타리카

우승 (8회): 1926, 1928, 1937, 1941, 1944, 1948, 1949, 1977.
- 수페르코파 데 코스타리카

우승 (1회): 2012
- 코파 이베리코

우승 (2회): 2012, 2013
- 코파 데 캄페오네스 델 푸트볼 나시오날

우승 (1회): 1967

### 국제 대회
- UNCAF 클럽 선수권 대회[16]

우승 (3회): 1996, 2002, 2005
준우승 (2회): 1999, 2000
- CONCACAF 챔피언스리그[16]

우승 (2회): 1986, 2004
준우승 (3회): 1971, 1992, 1999
- 코파 인테라메리카나[17]

우승 (0회):
준우승 (1회): 1986
그외 국제 대회
1961: (중앙 아메리카 & 카리브 선수권 대회)
1992: (중앙 아메리카 선수권 대회)
2000: (코파 LG 중앙아메리카 축구 협회 (파나마) 선수권 대회)
친선 대회:
2004: 코파 타카 데 캄페온 데 캄페오네스 데 아메리카, 온세 칼다스와 (옛 코파 리베르타도레스 우승팀)

## 선수 명단

### 현역
참고: FIFA 자격 규정에 따라 소속된 국가대표팀 국기를 표시합니다. 선수는 복수의 FIFA 비회원국 국적을 가지고 있을 수 있습니다.
| 번호 | 포지션 | 국적       | 이름            |
| ---- | ------ | ---------- | --------------- |
| 3    | DF     |            | 만즈레카 제임스 |
| 9    | FW     | 코스타리카 | 조나탄 모야     |

| 번호 | 포지션 | 국적 | 이름 |
| ---- | ------ | ---- | ---- |

### 결번
20 –  마우리시오 몬테로, 수비수 (1987–1998)

## 역대 감독
| 감독                  | 임기        |
| --------------------- | ----------- |
| 베니토 플로로         | 2016 ~ 2017 |
| 알레샨드리 기마랑이스 | 2024 ~      |